# Йёргенсен, Хельге
Хе́льге Йёргенсен (дат. Helge Jørgensen, род. 17 сентября 1937, Оденсе) — датский футболист, игравший на позиции нападающего. Выступал за клуб «КФУМ Оденсе». Участник чемпионата Европы 1964 года в составе национальной сборной Дании.

## Клубная карьера
Во взрослом футболе дебютировал в 1960 году за команду «КФУМ Оденсе», цвета которой и защищал на протяжении всей своей карьеры, продолжавшейся четырнадцать лет. В сезоне 1962/1963 принял участие в первом квалификационном раунде Кубке ярмарок, где сумел отличиться в ответном матче против «Драмкондры» (4:2), хотя его команда и уступила по сумме двух матчей

## Карьера в сборной
11 июня 1962 года дебютировал в официальных матчах в составе национальной сборной Дании в матче чемпионата Северной Европы 1960—1963 годов против Норвегии (6:1), где отличился с пенальти. 16 сентября того же года сумел забить свой второй гол в рамках турнира в матче против Финляндии (6:1).
Спустя 2 года после последнего матча в составе сборной был вызван на чемпионат Европы 1964 года во Франции, где его команда заняла последнее четвёртое место, а сам Йёргенсен на поле не выходил.
Всего в течение карьеры в национальной команде, длившейся 1 год, провёл в её форме 6 матчей, забив 2 гола.